# Temporada 1993-94 de los Seattle SuperSonics
La temporada 1993-94 fue la vigesimoséptima de los Seattle SuperSonics en la NBA. La temporada regular acabó con 63 victorias y 19 derrotas, ocupando el primer puesto de la conferencia Oeste, clasificándose para los playoffs, en los que cayeron en priemra ronda ante los Denver Nuggets.

## Elecciones en elDraft
| Ronda | Puesto | Jugador       | Posición | Nacionalidad   | Universidad/Club |
| ----- | ------ | ------------- | -------- | -------------- | ---------------- |
| 1     | 23     | Ervin Johnson | Pívot    | Estados Unidos | New Orleans      |
| 2     | 42     | Adonis Jordan | Base     | Estados Unidos | Kansas           |

## Temporada regular
| División Pacífico        | División Pacífico | División Pacífico | División Pacífico | División Pacífico | División Pacífico | División Pacífico | División Pacífico | División Pacífico |
| Equipo                   | G                 | P                 | %                 | PD                | Casa              | Fuera             | Div               |                   |
| ------------------------ | ----------------- | ----------------- | ----------------- | ----------------- | ----------------- | ----------------- | ----------------- | ----------------- |
| y-Seattle SuperSonics    | 63                | 19                | .768              | —                 | 37–4              | 26–15             | 25–5              |                   |
| x-Phoenix Suns           | 56                | 26                | .683              | 7                 | 36–5              | 20–21             | 19–11             |                   |
| x-Golden State Warriors  | 50                | 32                | .610              | 13                | 29–12             | 21–20             | 19–11             |                   |
| x-Portland Trail Blazers | 47                | 35                | .573              | 16                | 30–11             | 17–24             | 17–13             |                   |
| Los Angeles Lakers       | 33                | 49                | .402              | 30                | 21–20             | 12–29             | 7–23              |                   |
| Sacramento Kings         | 28                | 54                | .341              | 35                | 20–21             | 8–33              | 9–21              |                   |
| Los Angeles Clippers     | 27                | 55                | .329              | 36                | 17–24             | 10–31             | 9–21              |                   |

## Playoffs

### Primera ronda
Seattle SuperSonics  vs. Denver Nuggets
| Fecha       | Partido                                    | Ciudad  |
| ----------- | ------------------------------------------ | ------- |
| 28 de abril | Seattle SuperSonics 106, Denver Nuggets 82 | Seattle |
| 30 de abril | Seattle SuperSonics 97, Denver Nuggets 87  | Seattle |
| 2 de mayo   | Denver Nuggets 110, Seattle SuperSonics 93 | Denver  |
| 5 de mayo   | Denver Nuggets 94, Seattle SuperSonics 85  | Denver  |
| 7 de mayo   | Seattle SuperSonics 94, Denver Nuggets 98  | Seattle |
|             | Denver Nuggets gana las series 3-2         |         |

## Estadísticas

### Temporada regular
| Rk | Jugador         | Edad | P  | PT | MP   | TC  | TCI  | %TC  | T3  | T3I | %T3   | TL  | TLI | %TL  | RO  | RD  | RT   | AS  | RB  | TAP | BP  | FP  | PTS  |
| -- | --------------- | ---- | -- | -- | ---- | --- | ---- | ---- | --- | --- | ----- | --- | --- | ---- | --- | --- | ---- | --- | --- | --- | --- | --- | ---- |
| 1  | Gary Payton     | 25   | 82 | 82 | 35.1 | 7.1 | 14.1 | .504 | 0.2 | 0.7 | .278  | 2.0 | 3.4 | .595 | 1.3 | 2.0 | 3.3  | 6.0 | 2.3 | 0.2 | 2.1 | 2.8 | 16.5 |
| 2  | Detlef Schrempf | 31   | 81 | 80 | 33.7 | 5.5 | 11.1 | .493 | 0.3 | 0.8 | .324  | 3.7 | 4.8 | .769 | 1.8 | 3.8 | 5.6  | 3.4 | 0.9 | 0.1 | 2.1 | 3.4 | 15.0 |
| 3  | Shawn Kemp      | 24   | 79 | 73 | 32.9 | 6.7 | 12.5 | .538 | 0.0 | 0.1 | .250  | 4.6 | 6.2 | .741 | 3.9 | 6.8 | 10.8 | 2.6 | 1.8 | 2.1 | 3.3 | 3.9 | 18.1 |
| 4  | Kendall Gill    | 25   | 79 | 77 | 30.8 | 5.4 | 12.3 | .443 | 0.5 | 1.5 | .317  | 2.7 | 3.5 | .782 | 1.2 | 2.2 | 3.4  | 3.5 | 1.9 | 0.4 | 1.8 | 2.5 | 14.1 |
| 5  | Sam Perkins     | 32   | 81 | 41 | 26.8 | 4.2 | 9.6  | .438 | 1.2 | 3.3 | .367  | 2.7 | 3.4 | .801 | 1.5 | 3.0 | 4.5  | 1.4 | 0.8 | 0.4 | 1.3 | 2.4 | 12.3 |
| 6  | Nate McMillan   | 29   | 73 | 8  | 25.8 | 2.4 | 5.4  | .447 | 0.7 | 1.8 | .391  | 0.4 | 0.8 | .564 | 0.7 | 3.2 | 3.9  | 5.3 | 3.0 | 0.3 | 1.7 | 2.8 | 6.0  |
| 7  | Vincent Askew   | 27   | 80 | 3  | 21.1 | 3.4 | 7.1  | .481 | 0.1 | 0.4 | .194  | 2.2 | 2.6 | .829 | 0.8 | 1.6 | 2.3  | 2.4 | 0.9 | 0.2 | 0.9 | 1.8 | 9.1  |
| 8  | Michael Cage    | 32   | 82 | 42 | 20.8 | 2.1 | 3.8  | .545 | 0.0 | 0.0 | .000  | 0.4 | 0.9 | .486 | 2.0 | 3.4 | 5.4  | 0.5 | 0.9 | 0.5 | 0.6 | 2.2 | 4.6  |
| 9  | Ricky Pierce    | 34   | 51 | 0  | 20.0 | 5.3 | 11.3 | .471 | 0.1 | 0.6 | .188  | 3.7 | 4.1 | .896 | 0.6 | 1.1 | 1.6  | 1.8 | 0.8 | 0.1 | 1.3 | 1.6 | 14.5 |
| 10 | Ervin Johnson   | 26   | 45 | 3  | 6.2  | 1.0 | 2.4  | .415 | 0.0 | 0.0 |       | 0.6 | 1.0 | .630 | 1.1 | 1.6 | 2.6  | 0.2 | 0.2 | 0.5 | 0.5 | 1.0 | 2.6  |
| 11 | Chris King      | 24   | 15 | 0  | 5.7  | 1.3 | 3.2  | .396 | 0.1 | 0.5 | .286  | 1.0 | 1.7 | .577 | 0.3 | 0.7 | 1.0  | 0.7 | 0.3 | 0.0 | 0.8 | 0.8 | 3.7  |
| 12 | Steve Scheffler | 26   | 35 | 1  | 4.3  | 0.8 | 1.3  | .609 | 0.0 | 0.0 |       | 0.5 | 0.6 | .950 | 0.3 | 0.4 | 0.7  | 0.2 | 0.2 | 0.0 | 0.2 | 0.7 | 2.1  |
| 13 | Rich King       | 24   | 27 | 0  | 2.9  | 0.6 | 1.3  | .441 | 0.0 | 0.0 | .000  | 0.4 | 0.8 | .500 | 0.3 | 0.4 | 0.7  | 0.3 | 0.0 | 0.1 | 0.3 | 0.7 | 1.5  |
| 14 | Alphonso Ford   | 22   | 6  | 0  | 2.7  | 1.2 | 2.2  | .538 | 0.2 | 0.2 | 1.000 | 0.2 | 0.3 | .500 | 0.0 | 0.0 | 0.0  | 0.2 | 0.3 | 0.0 | 0.2 | 0.3 | 2.7  |

### Playoffs
| Rk | Jugador         | Edad | P | PT | MP   | TC  | TCI  | %TC   | T3  | T3I | %T3  | TL  | TLI | %TL  | RO  | RD  | RT  | AS  | RB  | TAP | BP  | FP  | PTS  |
| -- | --------------- | ---- | - | -- | ---- | --- | ---- | ----- | --- | --- | ---- | --- | --- | ---- | --- | --- | --- | --- | --- | --- | --- | --- | ---- |
| 1  | Shawn Kemp      | 24   | 5 | 5  | 41.2 | 5.2 | 14.0 | .371  | 0.0 | 0.0 |      | 4.4 | 6.6 | .667 | 4.0 | 5.8 | 9.8 | 3.4 | 2.0 | 2.4 | 2.8 | 3.6 | 14.8 |
| 2  | Gary Payton     | 25   | 5 | 5  | 36.2 | 6.8 | 13.8 | .493  | 0.6 | 1.8 | .333 | 1.6 | 3.8 | .421 | 1.2 | 2.2 | 3.4 | 5.6 | 1.6 | 0.4 | 1.6 | 3.0 | 15.8 |
| 3  | Detlef Schrempf | 31   | 5 | 5  | 34.8 | 5.2 | 10.0 | .520  | 0.4 | 1.2 | .333 | 7.8 | 9.0 | .867 | 1.6 | 3.8 | 5.4 | 2.0 | 0.2 | 0.6 | 1.6 | 4.2 | 18.6 |
| 4  | Kendall Gill    | 25   | 5 | 5  | 30.6 | 5.2 | 12.0 | .433  | 0.4 | 1.8 | .222 | 2.6 | 4.2 | .619 | 1.4 | 3.4 | 4.8 | 2.0 | 1.2 | 0.2 | 1.2 | 2.4 | 13.4 |
| 5  | Sam Perkins     | 32   | 5 | 0  | 28.2 | 2.8 | 8.4  | .333  | 1.2 | 2.8 | .429 | 3.0 | 3.4 | .882 | 1.2 | 6.0 | 7.2 | 0.8 | 0.8 | 0.4 | 1.2 | 3.0 | 9.8  |
| 6  | Nate McMillan   | 29   | 5 | 0  | 21.8 | 1.6 | 5.0  | .320  | 0.8 | 2.2 | .364 | 0.2 | 0.8 | .250 | 1.2 | 2.0 | 3.2 | 2.0 | 1.2 | 0.2 | 1.0 | 3.6 | 4.2  |
| 7  | Vincent Askew   | 27   | 5 | 0  | 19.0 | 2.0 | 5.6  | .357  | 0.0 | 0.2 | .000 | 3.2 | 3.8 | .842 | 0.4 | 0.8 | 1.2 | 1.8 | 0.4 | 0.0 | 0.4 | 2.0 | 7.2  |
| 8  | Michael Cage    | 32   | 5 | 5  | 18.6 | 1.2 | 3.2  | .375  | 0.0 | 0.0 |      | 0.4 | 1.2 | .333 | 2.0 | 3.4 | 5.4 | 0.8 | 0.8 | 1.0 | 0.6 | 3.0 | 2.8  |
| 9  | Ricky Pierce    | 34   | 5 | 0  | 14.8 | 2.8 | 6.2  | .452  | 0.0 | 0.0 |      | 2.4 | 3.4 | .706 | 0.8 | 0.2 | 1.0 | 0.6 | 0.2 | 0.0 | 1.8 | 1.6 | 8.0  |
| 10 | Steve Scheffler | 26   | 1 | 0  | 9.0  | 1.0 | 1.0  | 1.000 | 0.0 | 0.0 |      | 0.0 | 2.0 | .000 | 0.0 | 3.0 | 3.0 | 0.0 | 1.0 | 0.0 | 0.0 | 1.0 | 2.0  |
| 11 | Ervin Johnson   | 26   | 2 | 0  | 4.0  | 0.0 | 0.5  | .000  | 0.0 | 0.0 |      | 0.0 | 0.0 |      | 0.0 | 2.0 | 2.0 | 0.0 | 0.0 | 0.0 | 0.5 | 0.5 | 0.0  |
| 12 | Chris King      | 24   | 2 | 0  | 3.5  | 0.0 | 0.5  | .000  | 0.0 | 0.0 |      | 0.0 | 1.0 | .000 | 0.0 | 0.0 | 0.0 | 0.0 | 0.5 | 0.0 | 0.0 | 0.5 | 0.0  |

## Galardones y récords
| Jugador       | Galardón                                                                  |
| Shawn Kemp    | 2.º Mejor quinteto de la NBA All-Star                                     |
| Gary Payton   | 3.er Mejor quinteto de la NBA Mejor quinteto defensivo de la NBA All-Star |
| Nate McMillan | 2.º Mejor quinteto defensivo de la NBA                                    |